# Emergency (album des Pigeon Detectives)
Pour les articles homonymes, voir Emergency.
Albums de The Pigeon Detectives
Wait for Me
(2007) Up, Guards and at 'Em!
(2011)
Singles
1. This Is An Emergency
Sortie : 12 mai 2008

Emergency est le second album du groupe anglais de rock indépendant The Pigeon Detectives, publié le 26 mai 2008, par Dance To The Radio au Royaume-Uni et V2 Records pour l'Europe, le Japon et l'Australie.
L'album est produit par Stephen Street, qui a également produit des groupes comme Blur, Babyshambles, The Smiths, Feeder ou Kaiser Chiefs.
Le premier single est This Is An Emergency, publié le 12 mai 2008, et passe pour la première fois à la BBC Radio 1, le 24 mars 2008.
L'album est victime d'une fuite sur internet le premier mai, et se répandra via le réseau P2P.

## Liste des chansons
| No  | Titre                                    | Durée |
| --- | ---------------------------------------- | ----- |
| 1.  | This Is An Emergency                     | 3:11  |
| 2.  | I'm Not Gonna Take This                  | 2:44  |
| 3.  | Keep on Your Dress                       | 4:52  |
| 4.  | Don't You Wanna Find Out                 | 2:44  |
| 5.  | I'll Be Waiting                          | 3:19  |
| 6.  | She's Gone                               | 2:07  |
| 7.  | Nothing to Do With You                   | 1:50  |
| 8.  | I'm a Liar                               | 3:16  |
| 9.  | You Don't Need It                        | 2:47  |
| 10. | Say It Like You Mean It                  | 2:43  |
| 11. | Love You for a Day (Hate You for a Week) | 3:22  |
| 12. | Making Up Numbers                        | 3:27  |
| 13. | Everybody Wants Me                       | 3:42  |
| 14. | Draw The Curtain (chanson cachée)        | 1:28  |